# Местре
Местре (італ. Mestre) — колишнє місто, міська територія материкової Венеції, частина Венеційської конгломерації (Венето у північній Італії).

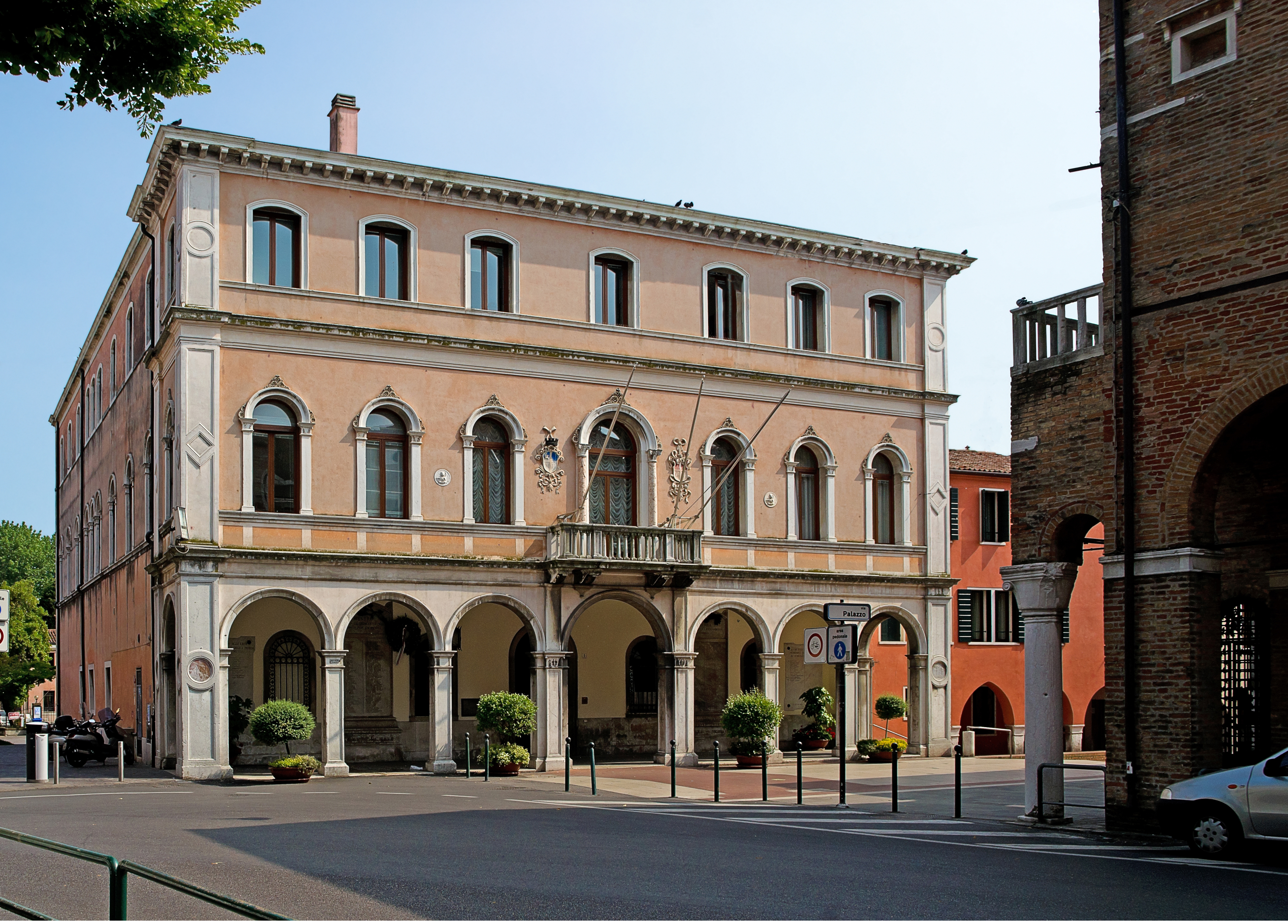
Палаццо Подестаріле. Ратуша Местре

Местре разом з Карпенедо утворює Муніципалітет ді Местре-Карпенедо, один з шести районів комуни Венеції. Іноді розглядається як фракція, найнаселеніша територія в Італії з населенням 89 373 мешканців.

## Дивись також
- Трамвай у Местре